# Журавлёв, Евгений Филиппович
Евге́ний Фили́ппович Журавлёв (15 октября 1910, Ижевский завод, Вятская губерния — 8 февраля 1984, Уфа) — советский учёный-химик, профессор, доктор химических наук, заведующий кафедрами неорганической химии Пермского университета (1950—1964), Воронежского политехнического института (1964—1969), Башкирского университета (ныне Уфимский университет науки и технологий) (1969—1984). 
Исследователь жидкофазных водно-солевых и органических систем, разработчик промышленных технологий выделения и очистки редкоземельных элементов, хлоридов аммония и калия, дихромата калия. Тесть химика В. В. Щепина.

## Биография
В 1931 году по путёвке рабочего комитета поступил, а в 1936 году — окончил химический факультет Пермского университета, защитив дипломную работу «Равновесие четвертной системы вода-этиловый спирт-гликоль-поташ».
По рекомендации заведующего кафедрой Р. В. Мерцлина был оставлен ассистентом кафедры неорганической химии. С 1937 года — старший преподаватель кафедры неорганической химии.
До войны работал заместителем декана химического факультета университета.
С 1942 по 1945 год воевал на фронтах Великой Отечественной войны. прошел с боями от Москвы до Кенигсберга (Центральный фронт, 16 гвардейская стрелковая дивизия II гвардейской армии 3-го Белорусского фронта), закончил войну в звании гвардии капитана.
Возвратившись в университет, защитил кандидатскую (1948), в 1963 году — докторскую диссертацию.
С 1950 по 1964 год — заведующий кафедрой неорганической химии Пермского университета (в связи с назначением Р. В. Мерцлина ректором Саратовского университета).
С 1964 по 1969 год — заведующий кафедрой неорганической химии Воронежского политехнического института.
С 1969 по 1984 год — заведующий кафедрой неорганической химии Башкирского университета (ныне Уфимский университет науки и технологий).

## Научная деятельность
С 1936 года, ещё будучи ассистентом кафедры неорганической химии, начал активную научно-исследовательскую работу, в 1937 году уже появились его первые публикации (вместе с публикациями другого ученика Р. В. Мерцлина — К. И. Мочалова).
Защищённая в Казани кандидатская диссертация («Приложение физико-химического анализа к равновесию жидких фаз в трехкомпонентных системах», 1948) была посвящена физико-химическому анализу трехкомпонентных систем с разрывом растворимости жидких фаз. В 1963 году защитил докторскую диссертацию «Двухфазное жидкое состояние в трехкомпонентных системах».
Под его руководством (1950-1964) коллектив кафедры неорганической химии проводил научные исследования в области физико-химического анализа. В 1950-е годы по инициативе Е. Ф. Журавлева начало развиваться научное направление, связанное с разработкой теоретических основ получения минеральных солей — гидрокарбоната натрия и дихромата калия. С конца 1940 годов и до 1965 года им было опубликовано около 30 статей.
Будучи заведующим кафедрой неорганической химии Башкирского университета (1969-1984), подготовил более 20 кандидатов наук и 2 доктора наук, был председателем Учёного совета химического факультета Башкирского университета (ныне Уфимский университет науки и технологий) по защите кандидатских диссертаций. Под его руководством на кафедре подробно изучено образование комплексов f- и d-элементов с азотсодержащими органическими соединениями, установлен их состав и оптимизированы условия получения, предложены методы разделения редкоземельных и d-элементов.
Е. Ф. Журавлев — автор в общей сложности 200 научных трудов и 3 изобретений. Его труды, содержащие теоретические обоснования и классификацию возможных типов диаграмм тройных систем с двухфазным жидким состоянием, в определенной степени обогатили физико-химический анализ. Они получили признание не только в России, но и за рубежом. Под его руководством разработаны промышленные технологии выделения и очистки редкоземельных элементов (кроме радиоактивных), хлоридов аммония и калия, дихромата калия. Внёс немалый вклад в развитие химического и химико-технологического образования в Башкирии.

## Членство в научных и общественных организациях
- Член участковой избирательной комиссии по выборам в Верховный Совет СССР (конец 1930-х).
- Член Президиума Дзержинского совета депутатов трудящихся г. Перми (1948—1952).
- Депутат Дзержинского районного Совета депутатов трудящихся г. Перми (1951).
- Член технико-экономического совета Пермского совнархоза (1958).
- Член Совета Воронежского политехнического института по присвоению ученых степеней кандидата технических наук[10] (1969).
- Председатель Учёного совета химического факультета Башкирского университета по защите кандидатских диссертаций[3] (ныне Уфимский университет науки и технологий).

## Патенты Е. Ф. Журавлева
- Способ получения бихромата калия Архивная копия от 15 марта 2017 на Wayback Machine.
- Полимерная композиция Архивная копия от 19 июля 2017 на Wayback Machine.

## Разное
Сын Е. Ф. Журавлёва Владимир Евгеньевич Журавлёв заведовал лабораторией радиохимии ЕНИ ПГУ (1965-1983), (1992-1995), а также являлся заместителем директора ЕНИ по науке (1983—1992).
C 2002 года лабораторией радиохимии заведует дочь Е. Ф. Журавлёва Надежда Евгеньевна Щепина.
На 3 этаже химического корпуса ПГНИУ (каф. неорганической химии) в память Е. Ф. Журавлёва в 2010 году к столетию со дня его рождения открыта мемориальная доска.

## Награды
- Орден Красной Звезды (1944)
- Орден Трудового Красного Знамени
- Орден «Знак Почёта» (1961)

- медали:
  - «За победу над Германией»
  - «За боевые заслуги»
  - «За взятие Кёнигсберга»
  - «20 лет Победы в Великой Отечественной войне 1941—1945 гг.»
  - «30 лет Победы в Великой Отечественной войне 1941—1945 гг.»
  - «За трудовую доблесть»
  - Золотая медаль имени Н. С. Курнакова.